# Місцеві вибори в Рівненській області 2020
Вибори до Рівненської обласної ради 2020 — вибори депутатів Рівненської обласної ради і мера Рівного, які відбулися 25 жовтня 2020 року в рамках проведення місцевих виборів у всій країні.

## Вибори мера

### Рівне
22 листопада 2020 в другому турі виборів мером міста було обрано кандидата від ЄС Олександра Третяка.

#### I тур
| Кандидати                                | %       | Голосів |
| ---------------------------------------- | ------- | ------- |
| 1. Віктор Шакирзян («Рівне Разом»)       | 19,84 % | 12 411  |
| 2. Олександр Третяк («ЄС»)               | 16,93 % | 10 591  |
| 3. Віталій Коваль («Слуга народу»)       | 13,52 % | 8 463   |
| 4. Олег Осуховський (ВО «Свобода»)       | 8,31 %  | 5 204   |
| 5. Галина Кульчинська (ВО «Батьківщина») | 7,43 %  | 4 650   |

#### II тур
| Кандидат                           | %       | Голосів |
| ---------------------------------- | ------- | ------- |
| 1. Олександр Третяк («ЄС»)         | 50,18 % | 27 451  |
| 2. Віктор Шакирзян («Рівне Разом») | 47,76 % | 26 057  |

## Вибори до обласної ради
| Місце | Партія                        | % голосів | Кількість голосів | Усього місць |
| ----- | ----------------------------- | --------- | ----------------- | ------------ |
| 1     | Європейська Солідарність      | 18,86 %   | 57 591            | 14 / 64      |
| 2     | Слуга народу                  | 15,69 %   | 47 905            | 12 / 64      |
| 3     | За Майбутнє                   | 11,5 %    | 35 105            | 9 / 64       |
| 4     | ВО «Батьківщина»              | 10,83 %   | 33 064            | 11 / 64      |
| 5     | Сила і честь                  | 10,25 %   | 31 305            | 8 / 64       |
| 6     | Радикальна партія Олега Ляшка | 7,88 %    | 24 057            | 6 / 64       |
| 7     | ВО «Свобода»                  | 7,4 %     | 22 602            | 6 / 64       |